# Episodi di Humans (prima stagione)
La prima stagione della serie televisiva Humans è stata trasmessa in prima visione assoluta nel Regno Unito da Channel 4 dal 14 giugno al 2 agosto 2015, mentre negli Stati Uniti da AMC dal 28 giugno al 16 agosto 2015.
In Italia, la stagione è stata interamente pubblicata sul servizio on demand TIMvision il 4 maggio 2016.
Sia in lingua originale che italiana, gli episodi sono stati distribuiti senza un titolo specifico.
| n° | Titolo originale | Prima TV Regno Unito | Prima TV USA   | Prima TV Italia |
| -- | ---------------- | -------------------- | -------------- | --------------- |
| 1  | Episode 1        | 14 giugno 2015       | 28 giugno 2015 | 4 maggio 2016   |
| 2  | Episode 2        | 21 giugno 2015       | 5 luglio 2015  | 4 maggio 2016   |
| 3  | Episode 3        | 28 giugno 2015       | 12 luglio 2015 | 4 maggio 2016   |
| 4  | Episode 4        | 5 luglio 2015        | 19 luglio 2015 | 4 maggio 2016   |
| 5  | Episode 5        | 12 luglio 2015       | 26 luglio 2015 | 4 maggio 2016   |
| 6  | Episode 6        | 19 luglio 2015       | 2 agosto 2015  | 4 maggio 2016   |
| 7  | Episode 7        | 26 luglio 2015       | 9 agosto 2015  | 4 maggio 2016   |
| 8  | Episode 8        | 2 agosto 2015        | 16 agosto 2015 | 4 maggio 2016   |

## Episode 1
- Diretto da: Sam Donovan
- Scritto da: Sam Vincent & Jonathan Brackley

### Trama
Mentre la moglie è via di per lavoro la casa è nel caos così Joe Hawkins decide di comprare un bel synth, un assistente robotico con l'aspetto di una giovane donna; senza aver consultato la moglie. Al suo ritorno, la moglie Laura si sente rimpiazzata e gettata via. Si lamenta, inoltre, che questo possa confondere i bambini, specialmente dopo che la figlia più piccola, Sophie, dà al robot il nome di Anita, il nome dell'amica che se ne era andata. In un flashback di cinque settimane precedenti, un gruppo di cui fanno parte Leo, Max, Niska, e Anita è nascosto nella foresta; tutti tranne Max e Leo vengono rapiti e portati via a Londra. Fred, il contatto di Max e Leo a Londra, sta nascondendo un telefono cellulare, comportamento molto insolito per un synth, che porta il poliziotto Hobb a sospettare che Fred sia "qualcosa di molto più speciale" rispetto ai normali synth. Il synth, obsoleto, di George mostra dei malfunzionamenti mentre sono in giro per negozi e ferisce una commessa. Tornati alla residenza Hawkins, Anita prende Sophie mentre dorme e la porta via di casa.

## Episode 2
- Diretto da: Sam Donovan
- Scritto da: Sam Vincent & Jonathan Brackley

### Trama
Anita continua a preoccupare sia Mattie, col suo comportamento simil-umano, sia Laura, con la sua vicinanza a Sophie e col suo essersi intromessa nei suoi compiti di casa; infine Toby si ritrova attratto da lei. George nasconde il suo synth obsoleto, che si rifiuta di lasciar andare. Gli viene assegnato dal suo medico di famiglia un nuovo synth, Vera, che lo "servirà" un po' prepotentemente. Pete Drummond si ritrova messo da parte e minacciato quando sua moglie disabile comincia a dipendere più dal loro attraente synth Simon che da lui. Niska decide di averne  abbastanza della sua vita al bordello quando un cliente anziano le chiede di agire come una giovane ragazzina spaventata: reagisce uccidendolo e fugge via. Fred rimane bloccato nella struttura gestita da Hobb, che ispezionando la sua memoria trova immagini e ricordi di Anita. Laura sospetta che Anita sia difettosa, e si prepara per riportarla indietro. Nel finale Anita sorride quando si rende conto che la stanno portando al negozio.

## Episode 3
- Diretto da: Sam Donovan
- Scritto da: Sam Vincent & Jonathan Brackley

### Trama
Toby prende la sua bicicletta e corre per fermare Laura e riportare Anita a casa. Raggiunge la macchina, ma non si accorge di un furgoncino che sta per investirlo. Anita accortasi del pericolo, esce dalla macchina, va in mezzo alla strada e viene investita dal furgoncino, salvando così Toby. Tornati a casa, Joe controlla Anita per assicurarsi che non vi siano danni esterni. George blocca Vera in una stanza, e porta Odi fuori, ma mentre sono nel bosco fanno un incidente, e George ordina a Odi di nascondersi nei boschi. Drummond e Voss indagano sull'omicidio al bordello, e Niska si incontra con Leo e Max. Dopo aver discusso con loro, Niska va in un bar, dove incontra un uomo. Credendo che stia per tradire la moglie con lei, Niska nasconde un coltello dietro la schiena, ma l'uomo racconta che stava badando alla figlia per il weekend. A casa Hawkins, Sophie dice che avrebbe preferito che fosse Anita a metterla a letto, al posto della madre Laura. Anita convince Sophie a lasciare che sia Laura a farlo, per renderla felice. Più tardi, quella notte, Mattie scarica i dati di Anita sul suo portatile, improvvisamente Anita le afferra il polso e nel suo volto si vede la paura.

## Episode 4
- Diretto da: Sam Donovan
- Scritto da: Sam Vincent & Jonathan Brackley

### Trama
Laura incontra un cliente che pensa che i synths possano provare emozioni e che meritino gli stessi diritti che hanno gli uomini, e rimane intrigata dall'idea. Intanto, suo marito Joe diventa più sospettoso e non crede che Laura sia da un cliente; chiede quindi ad Anita di tracciare l'auto. Chiede, inoltre, se sulla strada vi sia qualcuno che corrisponda al nome Tom. Joe scopre il pacchetto "18+" e ha un rapporto sessuale con Anita. Mattie incontra Leo, ma scappa via quando quest'ultimo dichiara che il vero nome di Anita sia 'Mia'. Leo e Max scoprono un codice eseguibile dentro Mia e lo estraggono. Leo connette sé stesso al laptop e prova ad eseguire il programma ma dice a Niska che per essere eseguito richiede la presenza di tutti. Niska trova un club dove i synths vengono brutalmente malmenati solo per lo spettacolo, decide allora di attaccare tutti gli uomini presenti. Laura e Joe prendono Anita e la portano a fare una diagnosi, accorgendosi così che in realtà ha 14 anni, anche se era stata venduta come nuova. La moglie di Pete Drummond suggerisce una separazione momentanea. Pete va quindi a vivere temporaneamente con la collega Karen che, a sua insaputa, è in realtà un synth.

## Episode 5
- Diretto da: Lewis Arnold
- Scritto da: Emily Ballou

## Episode 6
- Diretto da: Lewis Arnold
- Scritto da: Sam Vincent & Jonathan Brackley

## Episode 7
- Diretto da: China Moo-Young
- Scritto da: Sam Vincent & Jonathan Brackley

## Episode 8
- Diretto da: China Moo-Young
- Scritto da: Sam Vincent & Jonathan Brackley